# Rally Rías Baixas de 1999
El Rally Rías Baixas de 1999, 35.º Rally Rías Baixas, fue la trigesimoquinta edición y la octava cita de la temporada 1999 del Campeonato de España de Rally. Fue también puntuable para el Desafío Peugeot. Se celebró del 16 al 18 de julio.

## Clasificación final
| Pos. | Piloto          | Copiloto                 | Automóvil             | Tiempo    | Diferencia |
| ---- | --------------- | ------------------------ | --------------------- | --------- | ---------- |
| 1.   | Jesús Puras     | Marc Martí               | Citroën Xsara Kit Car | 1:32:30.0 | 0.0        |
| 2.   | Manuel Muniente | Diego Vallejo            | Peugeot 306 Maxi      | 1:33:47.0 | +1:17.0    |
| 3.   | Luis Monzón     | José Carlos Déniz        | Peugeot 306 Maxi      | 1:34:00.0 | +1:30.0    |
| 4.   | Sergio Vallejo  | Mario González Tomé      | Citroën Saxo Kit Car  | 1:38:36.0 | +6:06.0    |
| 5.   | Javier Azcona   | Ezequiel Nazábal         | Peugeot 106 Maxi      | 1:39:51.0 | +7:21.0    |
| 6.   | Jon Casais      | Guifré Pujol             | Citroën Saxo Kit Car  | 1:41:26.0 | +8:56.0    |
| 7.   | Jorge Pérez     | Luis Pérez               | Renault Clio Maxi     | 1:42:07.0 | +9:37.0    |
| 8.   | Javier Piñeiro  | Aída Blanco              | Citroën Saxo VTS      | 1:45:30.0 | +13:00.0   |
| 9.   | Flavio Alonso   | Víctor Rodríguez         | Peugeot 106 Rallye    | 1:45:52.0 | +13:22.0   |
| 10.  | Roberto Solís   | Francisco Javier Álvarez | Peugeot 106 Rallye    | 1:45:52.0 | +13:22.0   |